# Держава Хадрамаут
Держава Хадрамаут (Царство Хадрамаут) — антична держава на півдні Аравійського півострова, яке існувало з 2 тисячоліття до нашої ери до IV століття нашої ери.

## Історія
На початку першого тисячоліття до н. е. на півдні Аравійського півострова з'явилася монархічна держава Хадрамаут з столицею у Шабві. Вперше його згадують у VIII столітті до н. е. Також Хадрамаут згадується в Біблії, сабейських написах VII століття до н. е. — IV століття н. е., у працях античних авторів (Геродот, Діодор, Страбон тощо). Згадується в стародавніх сабейських написях Караб-іль-Ватару на початку VII століття до н. е., у розповіді про правителя Хадрамаута Яда-іль, як одного з союзників Сабейської держави.
Коли в IV столітті до н. е. Мінейська держава взяла під контроль караванні шляхи, Хадрамаут невдовзі вступив в союз з нею, скоріше за все, через комерційні інтереси.
Періодично Хадрамаут був союзником іншої держави — Саби. Відомо, що у III ст. він уклав з правителем Саби союз проти Аксумського царства. Є повідомлення про укладання в II ст. Хадрамаутом союзу з Сабейським царством та Аксумом проти Хим'яритського царства.
У IV ст. н. е. хим'яріти захопили державу Хадрамаут та включили її до складу свого царства.
Територія колишньої держави Хадрамаут стала зватися однойменним регіоном. Сьогодні на більшій частині цієї території в Ємені знаходиться мухафаза Хадрамаут відповідно до сучасного адміністративного поділу Ємену.